# Edad de Bronce nórdica

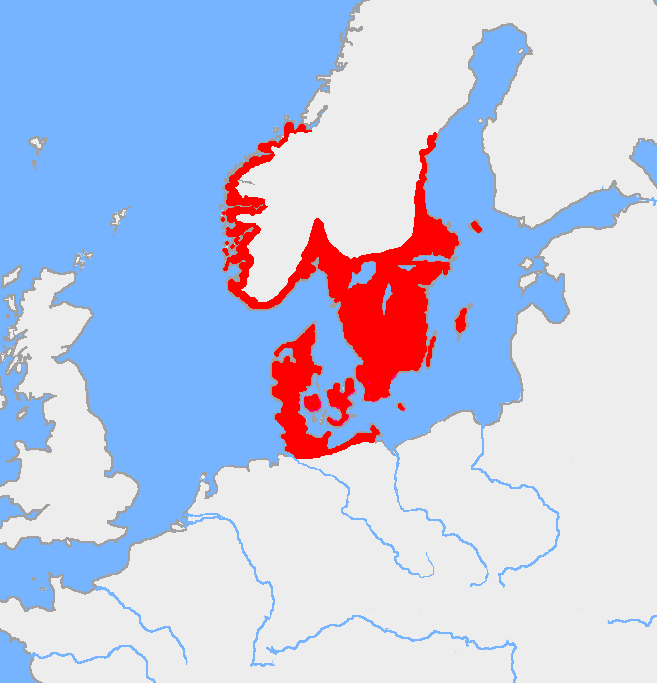
Culturas del Bronce nórdico circa 1200 a. C.

La Edad de Bronce nórdica es el nombre dado por Oscar Montelius a un subperíodo cronocultural de la Edad del Bronce en la historia de Escandinavia. Se desarrolló en los territorios de Escandinavia, incluyendo lugares tan al este como Estonia, entre 2000|1750 a. C. - 500 a. C. Se singulariza como heredera de la cultura del hacha de guerra y suele ser considerada como el origen de la cultura protogermánica (Jastorf) de la Edad del Hierro.

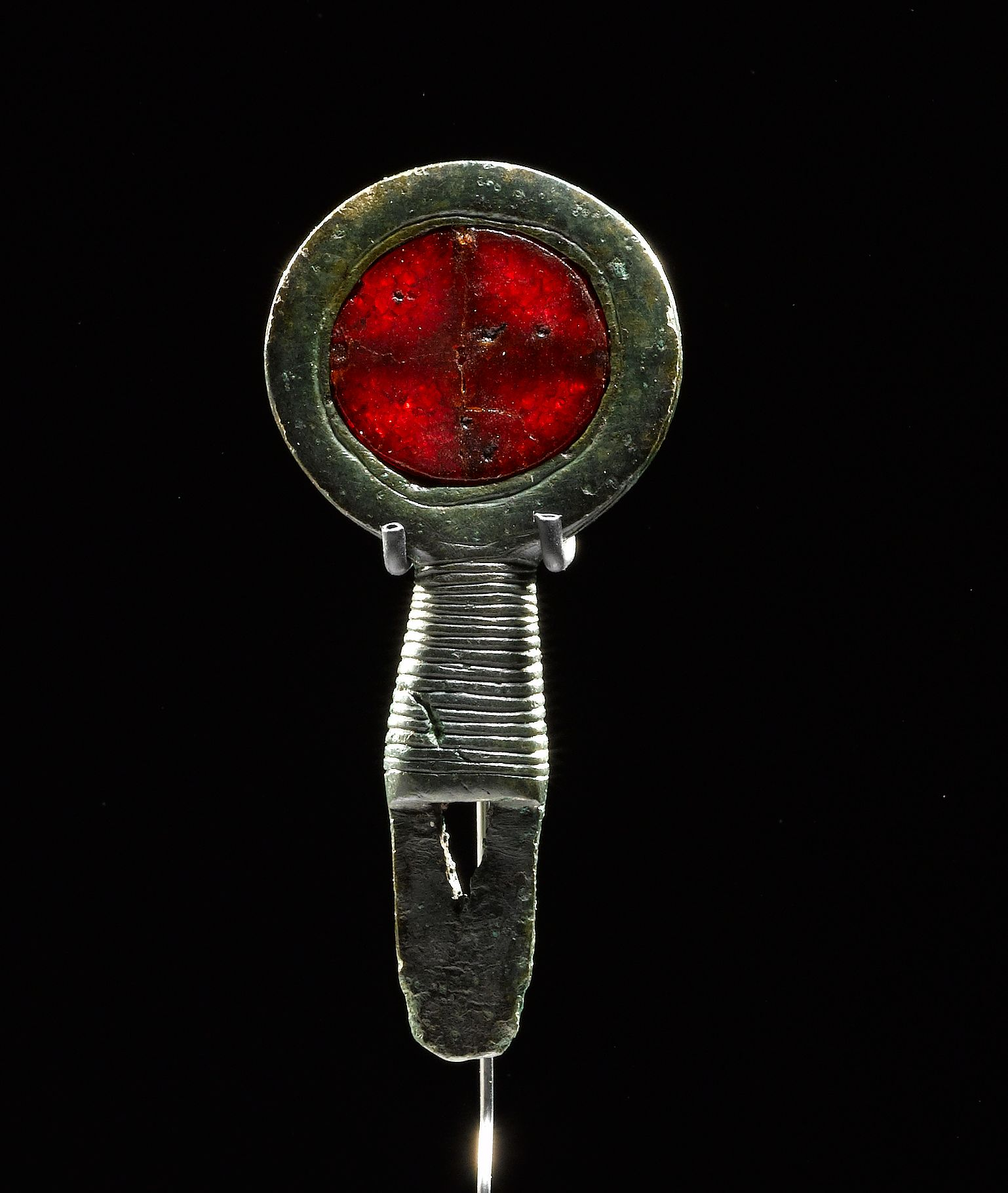
Trabajo encontrado en Dinamarca con ambar rojo y metal datado en el 1200 a. C.

Aunque los escandinavos comenzaron a utilizar el bronce bastante tarde y a través del comercio, los  sitios escandinavos presentan ricos y bien conservados objetos hechos de lana, madera y bronce importado de Europa Central y de oro. La  Grecia Micénica, la cultura de Villanova, Fenicia y hasta el antiguo Egipto han sido identificadas como posibles fuentes de influencia para el arte escandinavo de este periodo. La influencia extranjera se cree que ha sido debido al comercio ámbar. Muchos petroglifos representan buques, y las grandes formaciones de piedra conocida como naves de piedra sugieren que los buques de transporte marítimo desempeñaban un papel importante. Varios petroglifos representan buques que han sido identificados como posiblemente mediterráneos.
La gente de la Edad del Bronce Nórdica se dedicaba activamente a la exportación de ámbar y, a cambio, importaba metales, convirtiéndose en expertos metalúrgicos. Con respecto al número y la densidad de los depósitos de metales, la Edad del Bronce Nórdica se convirtió en la cultura más rica de Europa durante su existencia.
La Edad de Bronce nórdica mantuvo estrechos vínculos comerciales con la Grecia micénica , con quien comparte varias similitudes sorprendentes. También se han detectado algunas similitudes culturales entre la Edad del Bronce Nórdica, la cultura Sintashta / Andronovo y los pueblos del Rigveda. La región nórdica de la Edad del Bronce incluía parte del norte de Alemania, y algunos eruditos también incluyen sitios en lo que ahora es Estonia, Finlandia y Pomerania como parte de su esfera cultural.
La cultura nórdica de la Edad del Bronce surgió alrededor de 1750 a. C. como una continuación de la cultura del hacha de batalla (la variante escandinava de cerámica con cordón), así como de la influencia que provino de Europa Central. La Edad del Bronce en Escandinavia se puede decir que comenzó poco después del 2000 a. C. con la introducción y el uso de herramientas de bronce, seguido de una adopción más sistemática de la tecnología de metalurgia del bronce a partir del 1750 a. C.

## Periodización

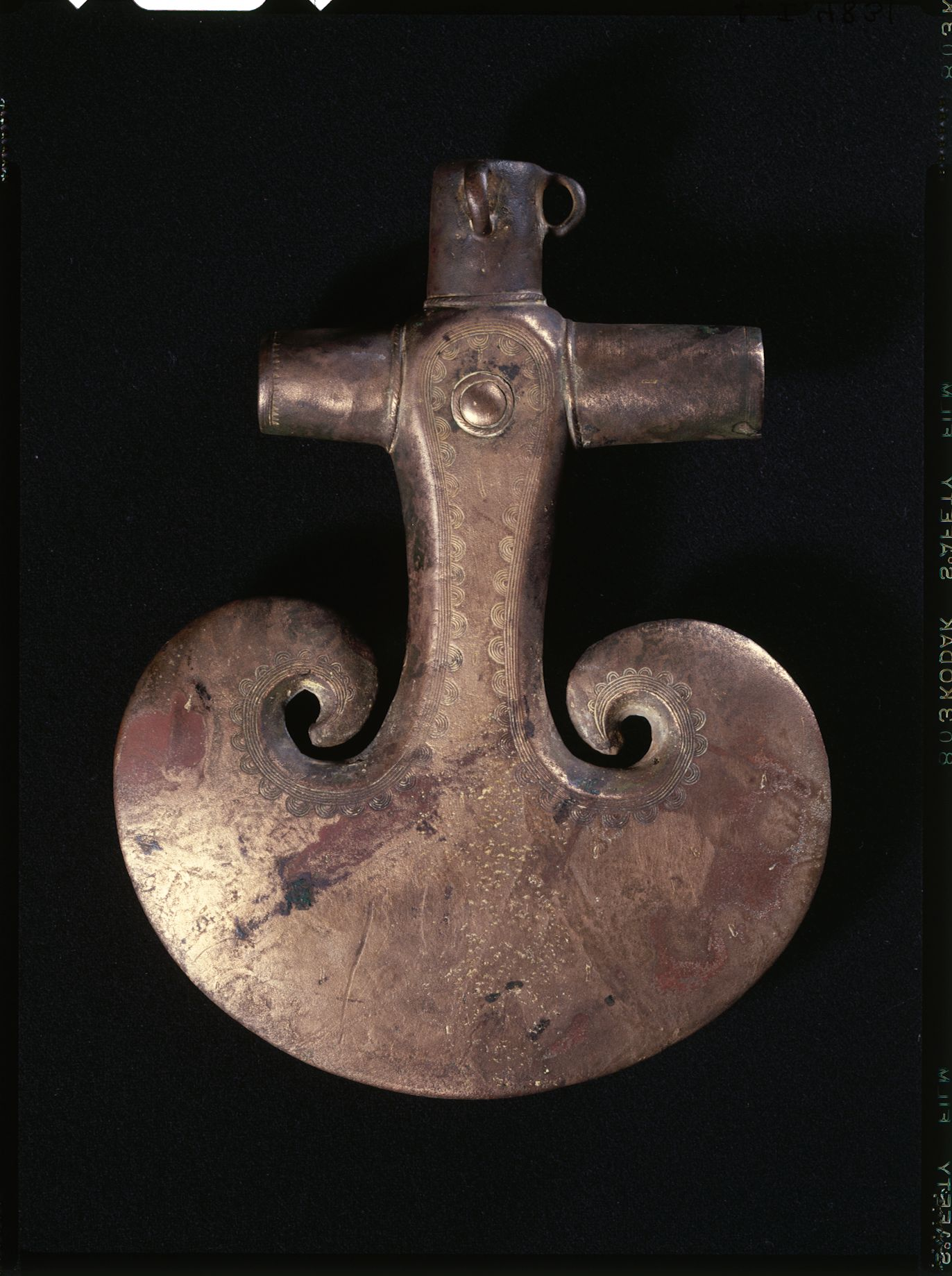
Hacha ceremonial de Dinamarca

Oscar Montelius, quien acuñó el término que se utiliza para el período, lo dividió en seis subperiodos distintos en su obra Om tidsbestämning inom bronsåldern med särskilt avseende på Skandinavien,  publicado en 1885 y todavía de uso generalizado:
- I: 1800 a. C.-1500 a. C.
- II: 1500 a. C.-1300 a. C.
- III: 1300 a. C.-1100 a. C.
- IV: 1100 a. C.-900 a. C.
- V: 900 a. C.-700 a. C.
- VI: 700 a. C.-500 a. C.

## Historia
La Edad del Bronce Nórdica es sucesora de la cultura Corded Ware en el sur de Escandinavia y el norte de Alemania. Parece representar una fusión de elementos de la cultura Corded Ware y la anterior cultura Pitted Ware. A menudo se cree que el factor decisivo que desencadenó el cambio de la cultura Calcolítica del Hacha de Batalla a la Edad del Bronce Nórdica fue la influencia metalúrgica, así como la influencia cultural general de Europa Central, similar en costumbres a las de la cultura Unetice.

## Cultura

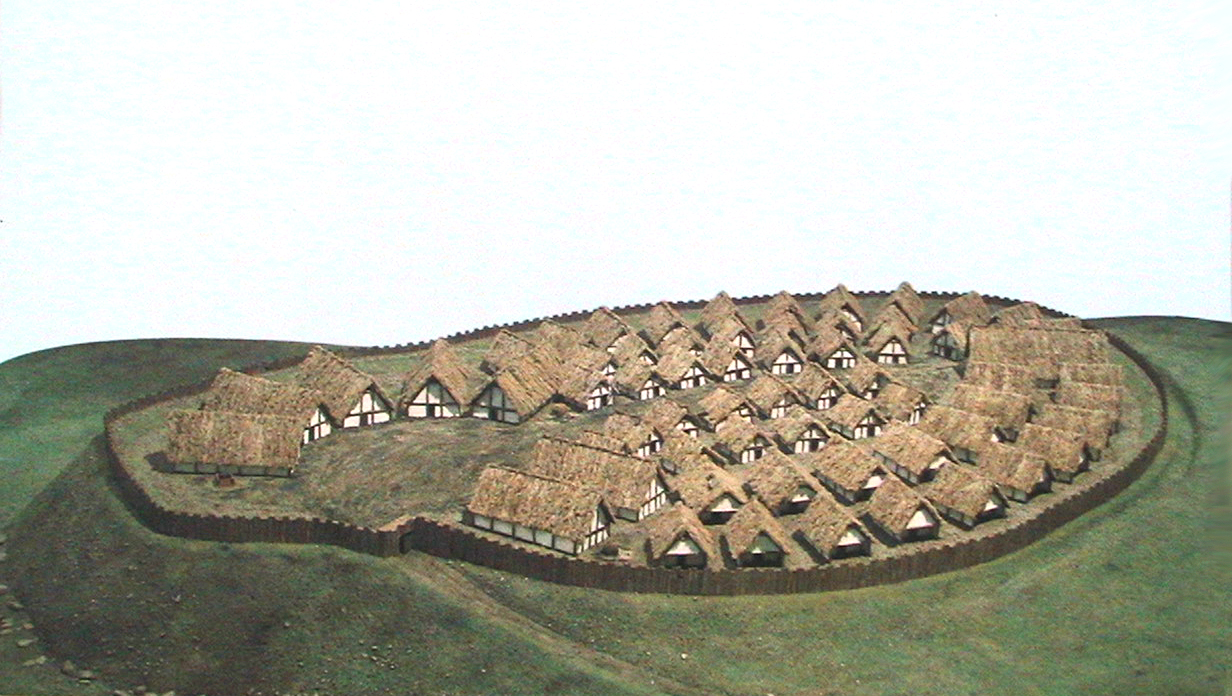
reconstrucción del asentamiento central, 1000 a.c

El asentamiento en el período nórdico de la Edad del Bronce consistía principalmente en granjas individuales, que generalmente consistían en una casa comunal más estructuras adicionales construidas de cuatro postes (timones). Las casas comunales eran inicialmente de dos pasillos, y después de 1300 a. C. La estructura de tres naves se volvió normal. Algunas casas comunales eran excepcionalmente grandes (hasta unos 500 m² de área), y han sido descritas como "principalmente salones", "cuya sala de estar es del tamaño de un megaron en los palacios micénicos contemporáneos". También se conocen asentamientos más grandes (como Hallunda y Apalle en Suecia y Voldtofte en Dinamarca), así como sitios fortificados, talleres especializados para la producción de metal y cerámica, y casas de culto dedicadas. Los asentamientos estaban ubicados geográficamente en terrenos más altos y tendían a concentrarse cerca del mar. Ciertos asentamientos funcionaron como centros regionales de poder, comercio, producción artesanal y actividad ritual. La ciudad fortificada de la Edad del Bronce de Hünenburg bei Watenstedt en el norte de Alemania (siglo XII a. C.) ha sido descrita como un puesto comercial para la gente de Escandinavia y la región del mar Báltico, así como un centro de culto y sede de una élite gobernante.

### Entierros

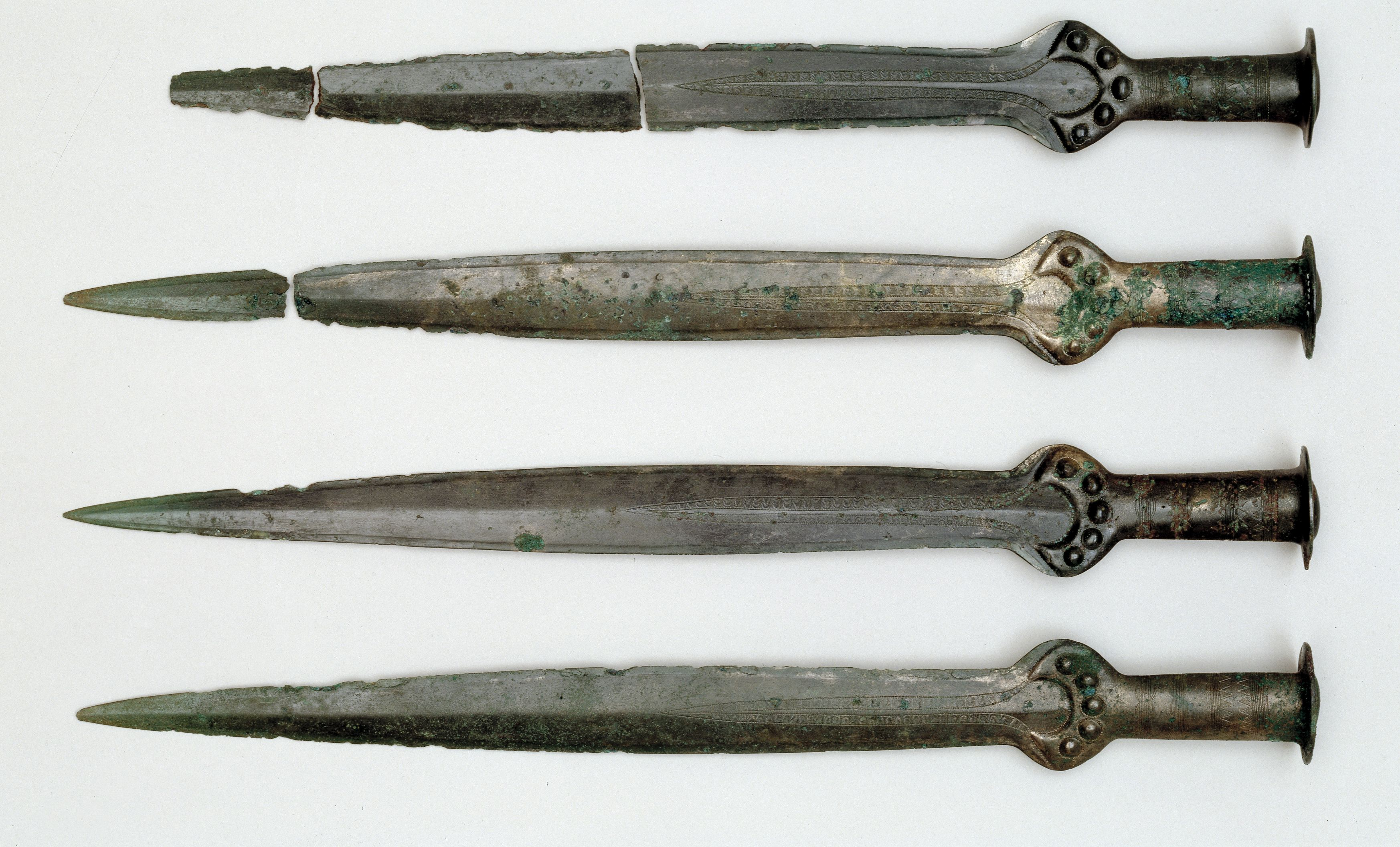
Espadas de la edad de bronce, Dinamarca

Asociados con los asentamientos de la Edad del Bronce Nórdica se encuentran túmulos, montículos y cementerios, con entierros que incluyen ataúdes de roble y entierros en urnas; otras asociaciones de asentamientos incluyen grabados en roca o tesoros de bronce en sitios de humedales. Algunos túmulos funerarios son especialmente grandes y, con respecto a la cantidad de oro y bronce que contienen, extraordinariamente ricos para este período de tiempo. Ejemplos de túmulos funerarios prominentes incluyen el túmulo Håga y la Tumba del Rey Kivik en Suecia, y el Lusehøj en Dinamarca. Se construyeron un mínimo de 50 000 túmulos entre 1500 y 1150 a. C. solo en Dinamarca.
Los entierros de ataúdes de roble que datan de los siglos XIV-XIII a. C. contenían cuerpos momificados bien conservados, junto con sus ropas y bienes funerarios. Los cuerpos fueron momificados intencionalmente al regar los túmulos para crear un ambiente libre de oxígeno similar a un pantano dentro de las tumbas. Esta práctica puede haber sido estimulada por la influencia cultural de Egipto, ya que coincidió con la aparición de artefactos egipcios en Escandinavia y la aparición de ámbar báltico en Egipto (por ejemplo, en la tumba de Tutankamón). Sin embargo, la momificación intencional dentro de los entierros de ataúdes de roble también se ha observado en Gran Bretaña en una fecha anterior (2300 a. C.).
La tumba del rey de Seddin de la Edad del Bronce tardía en el norte de Alemania (siglo IX a. C.) ha sido descrita como un "entierro homérico" debido a su gran similitud con los entierros de élite contemporáneos en Grecia e Italia.

### Agricultura
En la Edad de Bronce nórdica, se practicaba tanto la agricultura (incluido el cultivo de trigo, mijo y cebada) como la cría de animales (crianza de animales domésticos como vacas, ovejas y cerdos). La pesca y la caza también eran fuentes de alimentos, que incluían mariscos, ciervos, alces y otros animales salvajes. Hay evidencia de que los bueyes se usaban como animales de tiro; los perros domesticados eran comunes, pero los caballos eran más raros y probablemente símbolos de estatus.

### Metalurgia

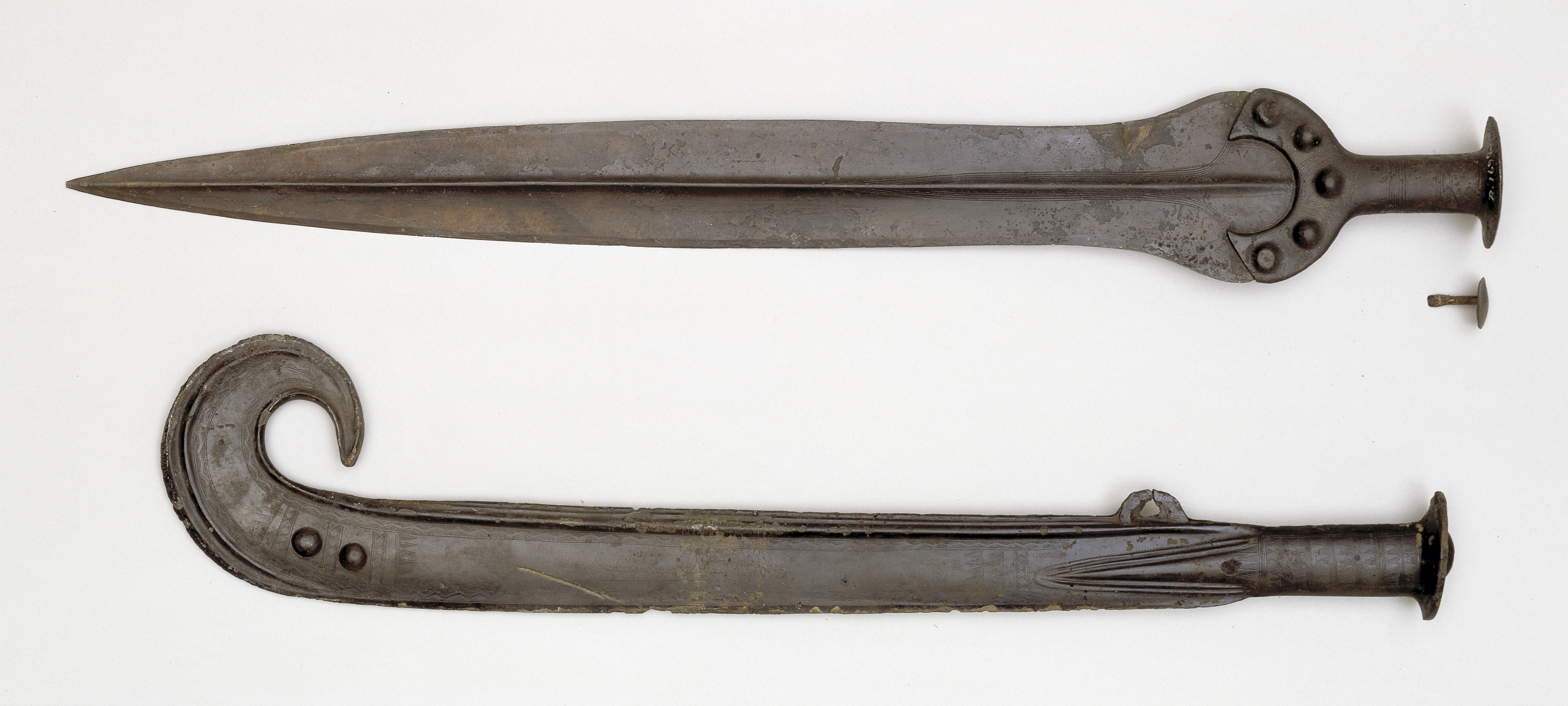
Espadas de la Edad del Bronce: espada tipo Apa y krum de Dinamarca (1698 a.c)

Los sitios escandinavos de la Edad del Bronce presentan un legado rico y bien conservado de objetos de bronce y oro. Todos estos valiosos metales fueron importados, principalmente de Europa Central, pero a menudo se fabricaban localmente y la artesanía y la metalurgia de la Edad del Bronce Nórdica eran de un alto nivel. El método de fundición a la cera perdida se utilizó para producir artefactos como el Trundholm Sun Chariot y la placa del cinturón de Langstrup. El legado arqueológico también incluye objetos de madera y lana elaborados localmente.

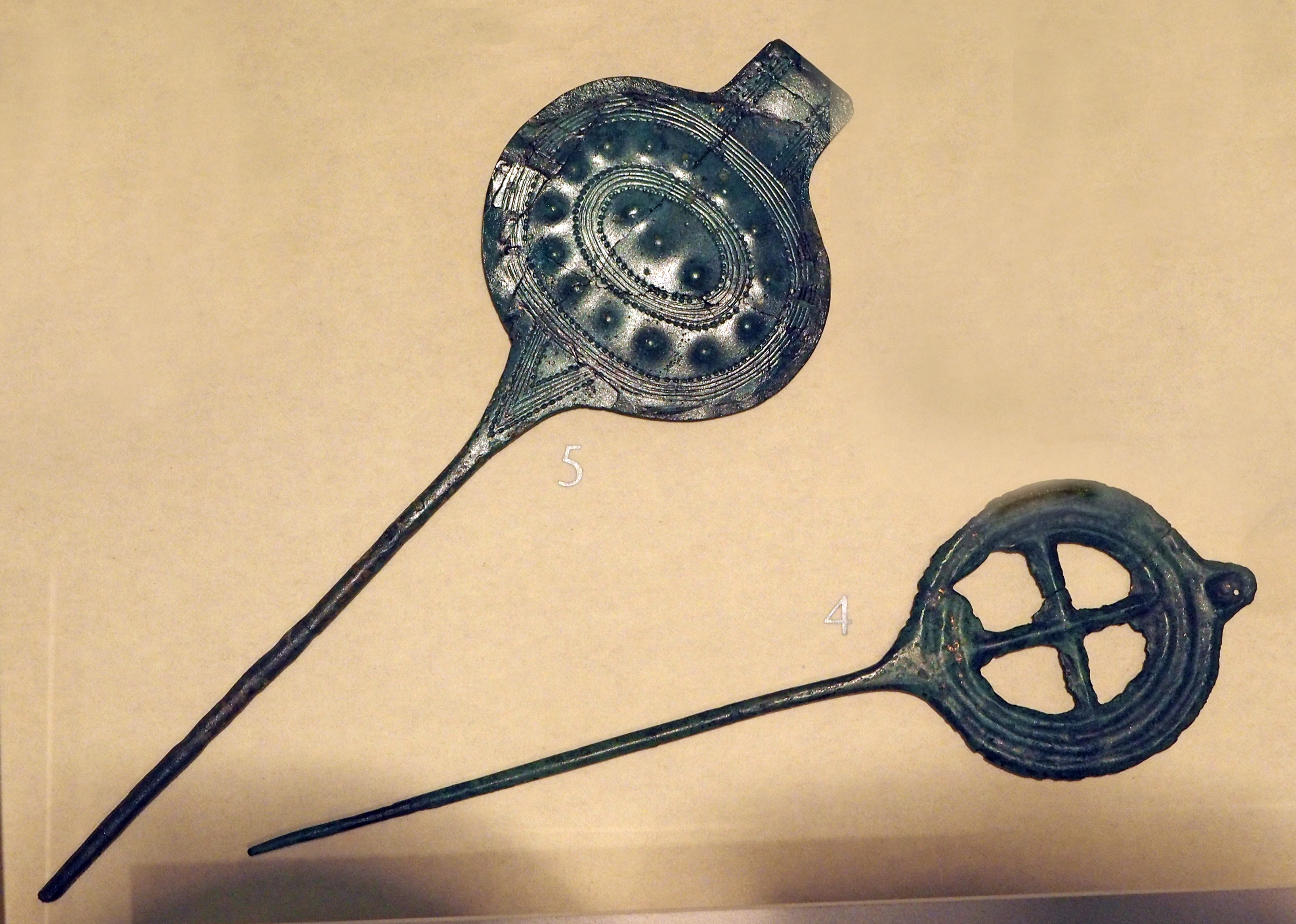
Pasador de ropa con la cruz solar.

Durante los siglos XV y XIV a. C., el sur de Escandinavia produjo y depositó bronces más elaborados en tumbas y tesoros que cualquier otra región de Europa. En cuanto al número y densidad de los yacimientos metálicos, la Edad del Bronce Nórdica se convirtió en la cultura más rica de Europa. También se han encontrado más espadas de la Edad del Bronce en Dinamarca que en cualquier otro lugar de Europa. Los crisoles uniformes encontrados en los talleres de metal indican además la producción en masa de ciertos artefactos metálicos.

### Tallas de roca
La costa oeste de Suecia, a saber, Bohuslän, tiene la mayor concentración de grabados rupestres de la Edad del Bronce en Escandinavia; y Escandinavia tiene la mayor cantidad de grabados rupestres de la Edad del Bronce en Europa. La costa oeste de Suecia alberga alrededor de 1500 sitios de grabados rupestres registrados, y cada año se descubren más. Cuando se hicieron los grabados rupestres, el área era la costa; pero ahora está a 25 metros sobre el nivel del mar. Los grabados de la región representan la vida cotidiana, armas, figuras humanas, redes de pesca, barcos, carros, arados, el sol, venados, toros, caballos y aves. Con mucho, el tema más dominante son las figuras humanas y los barcos, especialmente los barcos, 10 000 de los cuales han sido grabados. El barco típico representa una tripulación de seis a trece. Los grabados rupestres de finales de la Edad del Bronce, e incluso de principios de la Edad del Hierro, a menudo representan conflictos, poder y movilidad.

### Ethos guerrero

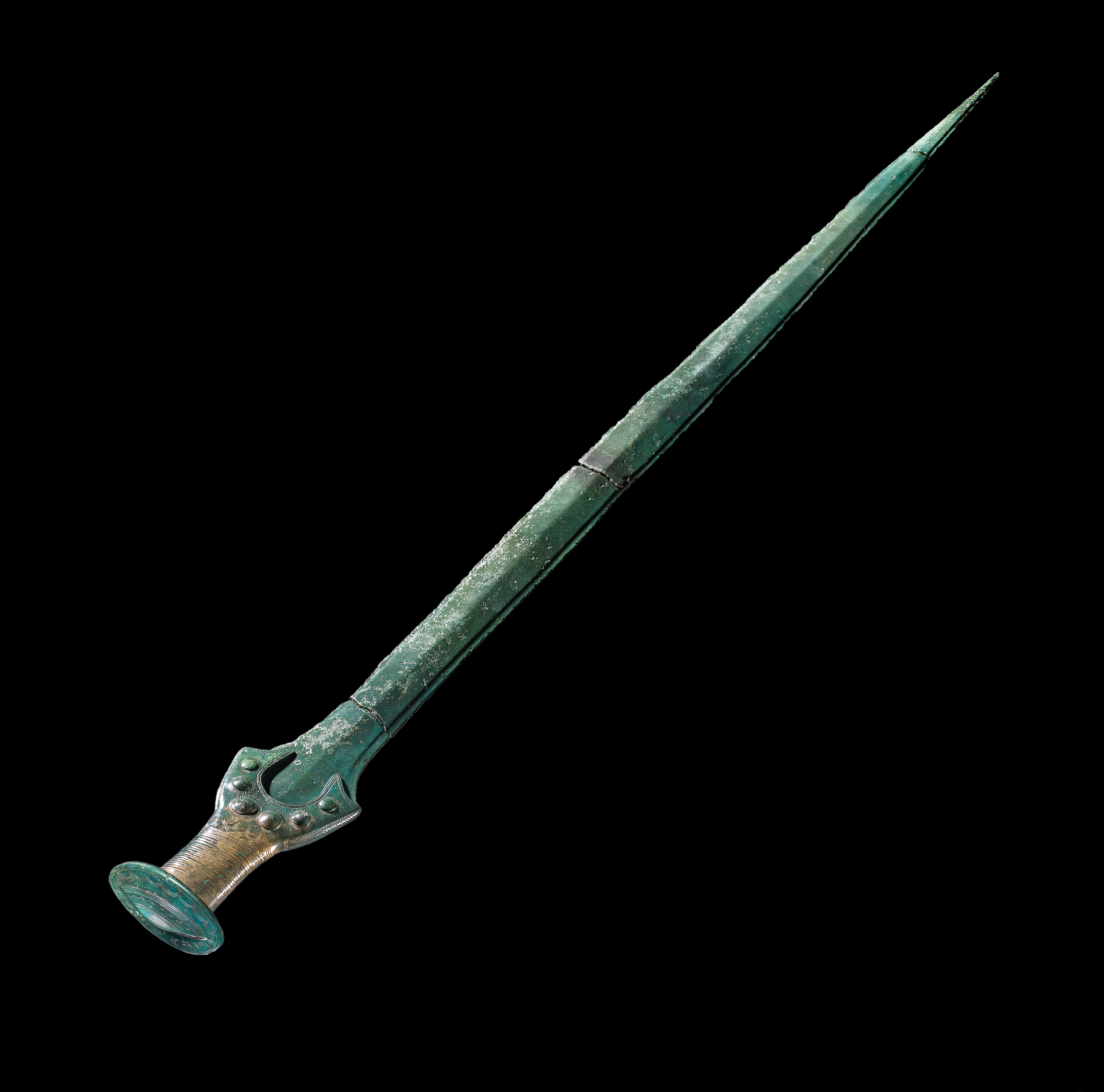
Espada de bronce, Valsømagle, Dinamarca

La cultura de la Edad del Bronce Nórdica era la de una cultura guerrera, con un fuerte énfasis en las armas y el estatus. Helle Vandkilde de la Universidad de Aarhus, en sus publicaciones de 1995, describe que la mayoría de los hombres de la época seguían un espíritu guerrero. Más del 70% de los entierros que datan de la Edad del Bronce Nórdica contienen objetos metálicos de varios tipos, siendo los objetos más comunes espadas y dagas. Se observa que la gente de la Edad de Bronce nórdica también dio gran importancia a los cascos de diseño intrincado, en los que pusieron mucho esfuerzo. Sin embargo, no todas las armas y armaduras de la Edad del Bronce Nórdica se utilizaron para la guerra. Se cree que algunos de ellos fueron ceremoniales, especialmente los cascos.
A pesar de la importancia de las armas en su sociedad, los descubrimientos arqueológicos sugieren que la violencia dentro de la sociedad no era particularmente común en la Edad del Bronce Nórdica, especialmente cuando se compara con las culturas europeas contemporáneas de la Edad del Bronce. En cambio, la gente de la Edad del Bronce Nórdica parece haber estado dirigiendo sus esfuerzos militares hacia el exterior, probablemente contra personas de culturas vecinas, y se cree que participaron en batallas a lo largo de la Ruta del Ámbar y otras rutas comerciales que fueron importantes para la prosperidad continua de su sociedad.
El ADN antiguo y la evidencia arqueológica indican que personas de la esfera nórdica de la Edad del Bronce estuvieron involucradas en el conflicto en el campo de batalla del valle de Tollense en el norte de Alemania (siglo XIII a. C.), ''el sitio de batalla excavado y verificable arqueológicamente más grande de esta época en el mundo".

### Contactos internacionales

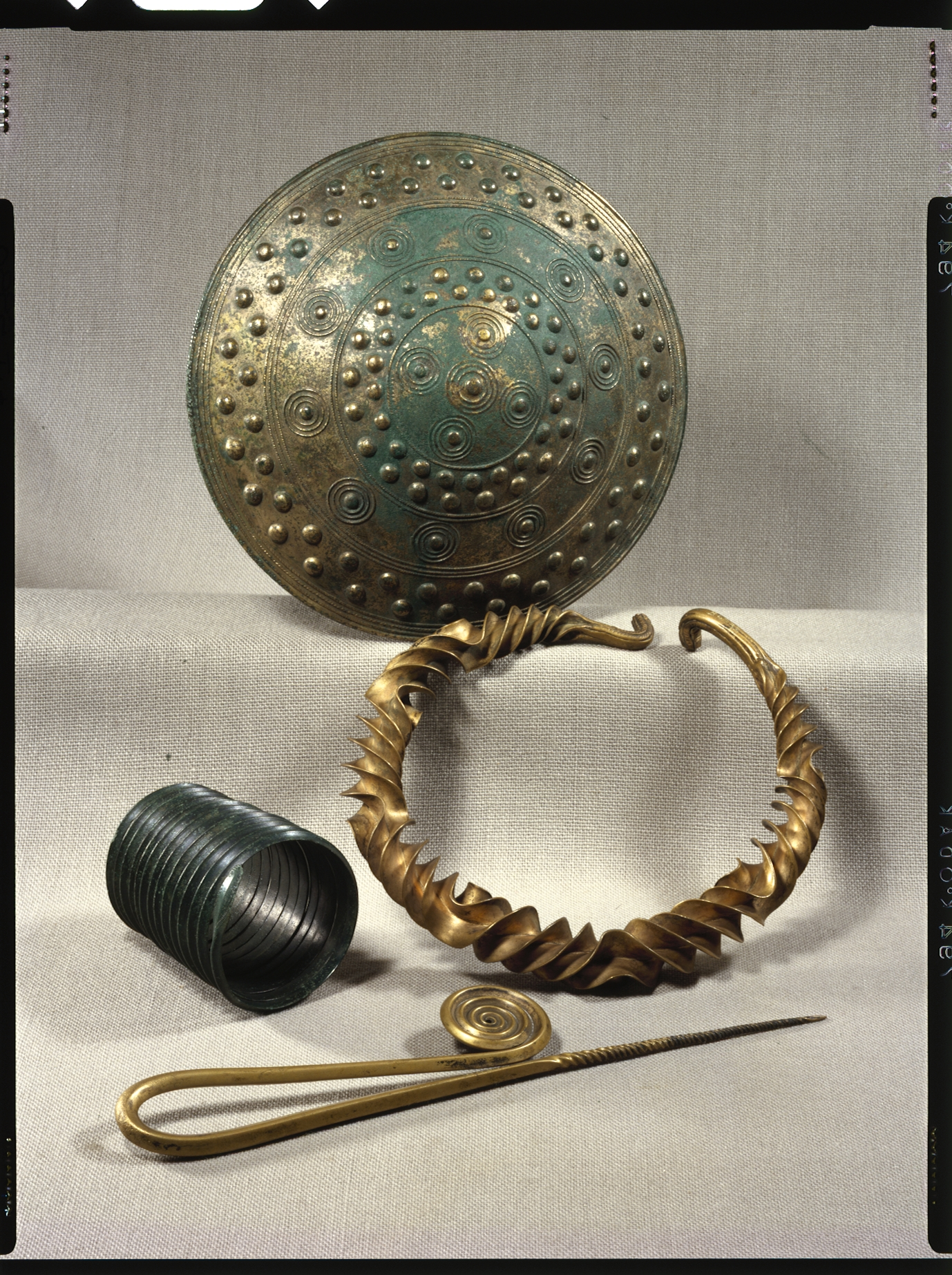
DO-845-Joyas de la Edad del Bronce Joven.

La Edad del Bronce Nórdica mantuvo estrechos vínculos comerciales con la cultura Tumulus y la Grecia micénica. La Edad del Bronce Nórdica exportaba ámbar a través de la Ruta del Ámbar e importaba metales a cambio. Durante la época de la Edad del Bronce Nórdica, los metales, como el cobre, el estaño y el oro, se importaron a Escandinavia a gran escala. El cobre se importaba de Cerdeña, Iberia y Chipre. La red comercial se interrumpió brevemente durante el colapso de la Edad del Bronce Final en el siglo XII a. C.
La evidencia de carros tirados por caballos aparece en Escandinavia 1700 a. C., aproximadamente al mismo tiempo que aparece en Grecia. En ambos casos, los carros parecen haber venido de la región de la cuenca de los Cárpatos o de la estepa occidental. Los bocados de carro y los mangos de látigo en Dinamarca que datan de esta época presentan los mismos diseños curvilíneos que se encuentran en artefactos contemporáneos de la cuenca de los Cárpatos y en las tumbas de pozo de élite en Micenas. Estos diseños aparecen posteriormente en la metalistería nórdica de la Edad del Bronce, incluso en el disco de oro del Trundholm Sun Chariot. Las representaciones de carros también aparecen en el arte rupestre escandinavo que data de 1700 a. C., como lo hacen en las estelas de piedra grabada de Micenas. La introducción del carro en Escandinavia coincidió con la introducción de puntas de lanza encajadas, cuyo origen Vandkilde (2014) atribuye a la cultura Seima-Turbino.
Durante los siglos XV y XIV a. C., la Edad del Bronce Nórdica y la Grecia micénica compartieron el uso de espadas con empuñadura de brida similares, así como elementos selectos del estilo de vida compartido, como taburetes, recipientes para beber decorados con símbolos solares y herramientas para el cuidado del cuerpo, maquinillas de afeitar y pinzas. Este "paquete micénico", que incluye la decoración en espiral, fue adoptado directamente en el sur de Escandinavia después del 1500 a. C., creando "una variedad nórdica específica y selectiva de la alta cultura micénica" que no fue adoptada en la región intermedia de Europa Central. Estas similitudes no pueden haber ocurrido sin contactos íntimos, probablemente a través de los viajes de guerreros y mercenarios. La evidencia arqueológica indica además la existencia en ambas regiones de instituciones compartidas vinculadas a los guerreros. Específicamente, la organización dual de liderazgo entre Wanax y Lawagetas en la Grecia micénica aparentemente se replicó en la Edad del Bronce Nórdica. Sin embargo, esta organización dual también puede haber sido parte de una tradición indoeuropea compartida. Se han observado otras similitudes en la iconografía artística de ambas regiones y su cosmología asociada. Algunos de los contactos entre Escandinavia y Grecia probablemente se transmitieron a través de Europa Central.
También se han observado contactos comerciales y culturales entre la Edad del Bronce Nórdica y el Nuevo Reino de Egipto.

### Marinería

Barco Edad de Bronce Nórdica

Miles de grabados rupestres de la Edad del Bronce Nórdica representan barcos y los grandes monumentos funerarios de piedra conocidos como barcos de piedra. Esos sitios sugieren que los barcos y la navegación jugaron un papel importante en la cultura en general. Los barcos representados probablemente representan canoas construidas con tablones cosidos que se utilizan para la guerra, la pesca y el comercio. Estos tipos de barcos pueden tener su origen en el período neolítico y continúan en la Edad del Hierro prerromana, como lo ejemplifica el barco Hjortspring. En la región se han encontrado hachas de bronce de 3600 años de antigüedad y otras herramientas hechas de cobre chipriota.
Los investigadores señalan que existe una gran continuidad en la forma en que los barcos tuvieron una gran importancia en la sociedad escandinava. La construcción de barcos y las tradiciones marineras que se establecieron durante la Edad del Bronce Nórdica perduraron a lo largo de los siglos y se desarrollaron aún más durante la Edad del Hierro. Algunos arqueólogos e historiadores creen que la culminación de esta cultura centrada en el mar fue la era vikinga.

## Clima
La Edad del Bronce Nórdica se caracterizó inicialmente por un clima cálido que comenzó con un cambio climático alrededor del 2700 a.c. El clima era comparable al de la actual Alemania central y el norte de Francia y permitía una población bastante densa y buenas oportunidades para la agricultura; por ejemplo, en esta época se cultivaban uvas en Escandinavia. Un cambio menor en el clima ocurrió entre el 850 a. C. y el 760 a. C., introduciendo un clima más frío y húmedo, y un cambio climático más radical comenzó alrededor del 650 a.c.

## Genética
Un estudio de junio de 2015 publicado en Nature encontró que las personas de la Edad de Bronce nórdica estaban estrechamente relacionadas genéticamente con la cultura Corded Ware, la cultura Beaker y la cultura Unetice. La gente de la Edad del Bronce Nórdica y la Cerámica Corded muestran la mayor tolerancia a la lactosa entre los europeos de la Edad del Bronce. El estudio sugirió que la cultura Sintashta, y su posterior cultura Andronovo, representaron una migración hacia el este de los pueblos Corded Ware.
En el estudio de junio de 2015, los restos de nueve individuos de la Edad del Bronce del Norte y culturas neolíticas anteriores en Dinamarca y Suecia de 2850 a. C. a 500 a. C., fueron analizados. Entre los individuos del Neolítico, se encontró que los tres machos portaban el haplogrupo I1, R1a1a1 y R1b1a1a2a1a1. Entre los individuos de la Edad del Bronce Nórdica, dos machos portaban I1, mientras que dos portaban R1b1a1a2.